# Ioniosz
Ioniosz (ógörög Ἰόνιος, latin Ionius) a görög mitológia szerencsétlen sorsú alakja, az egyik mítoszváltozat szerint a Jón-tenger névadója. Alakja némiképp összefolyik egy másik Ioniosszal: a feltevések szerint az i. e. 4. században Issza szigetén uralkodó illír királlyal, esetleg az ott tisztelt helyi istenséggel.
Az Appianosz által megőrzött görög hagyományban Ioniosz Poszeidón unokája, az illíriai Epidamnosz kikötőjét megalapító mitikus Dürrhakhosz fia volt. A fáma szerint Dürrakhosz szövetséget kötött Héraklésszel, hogy segítse őt a trónért folyó testvérháborúban. A csata hevében Héraklész véletlenül megölte szövetségese fiát, Ionioszt, és holttestét a tengerbe dobta. A Jón-tenger e mítoszváltozat szerint innen kapta a nevét. (Megjegyzendő, hogy az ókorban a Jón-tenger, helyesebben korabeli nevén Jón-öböl magában foglalta az Adriai-tenger déli vizeit is.)
Az i. e. 4. század közepétől a Dalmatiai Issza szigetén vert pénzérméken tűnt fel a név újra ΙΟΝΙΟ alakban. A felírás a veret előlapján látható, köznapi módon ábrázolt férfiportrét szegélyez. A feltevések szerint lehetséges ugyan, hogy az Epidamnosznál elesett mitikus királyfira utal a név, de valószínűbb, hogy egy helyi uralkodóról, esetleg illír istenségről van szó. Ezzel összhangban az i. sz. 6. századi Sztephanosz Büzantiosz földrajzi munkájában Ionioszt már mint Issza szigetének a görög gyarmatosítást megelőző illír uralkodóját említi. Neritan Ceka albán régész azonban Ionioszt határozottan az illír panteon egyik tagjaként azonosítja.